# Драфт НБА 1999
Драфт НБА 1999 року відбувся 30 червня в MCI-центрі (тепер Верайзон-центр) у місті Вашингтоні. Це був перший драфт, на якому в першому раунді обрано чотирьох гравців з одного і того самого коледжу: Елтона Бренда (1-й), Трейджена Лангдона (11-й), Корі Меггетті (13-й) і Вільяма Ейвері (14-й), усі з Дюкського університету. За оцінками багатьох спецалістів, це один із найсильніших драфтів. Вибрано загалом дев'ятьох майбутніх учасників Матчі всіх зірок, а також трьох найкращих шостих гравців: Ману Жинобілі, Джейсона Террі і Ламара Одома. Дебют незадрафтованого Пабло Пріджионі відбувся в сезоні 2012-2013, коли йому було 35 років, що робить його найстаршим новачком в історії.

## Драфт

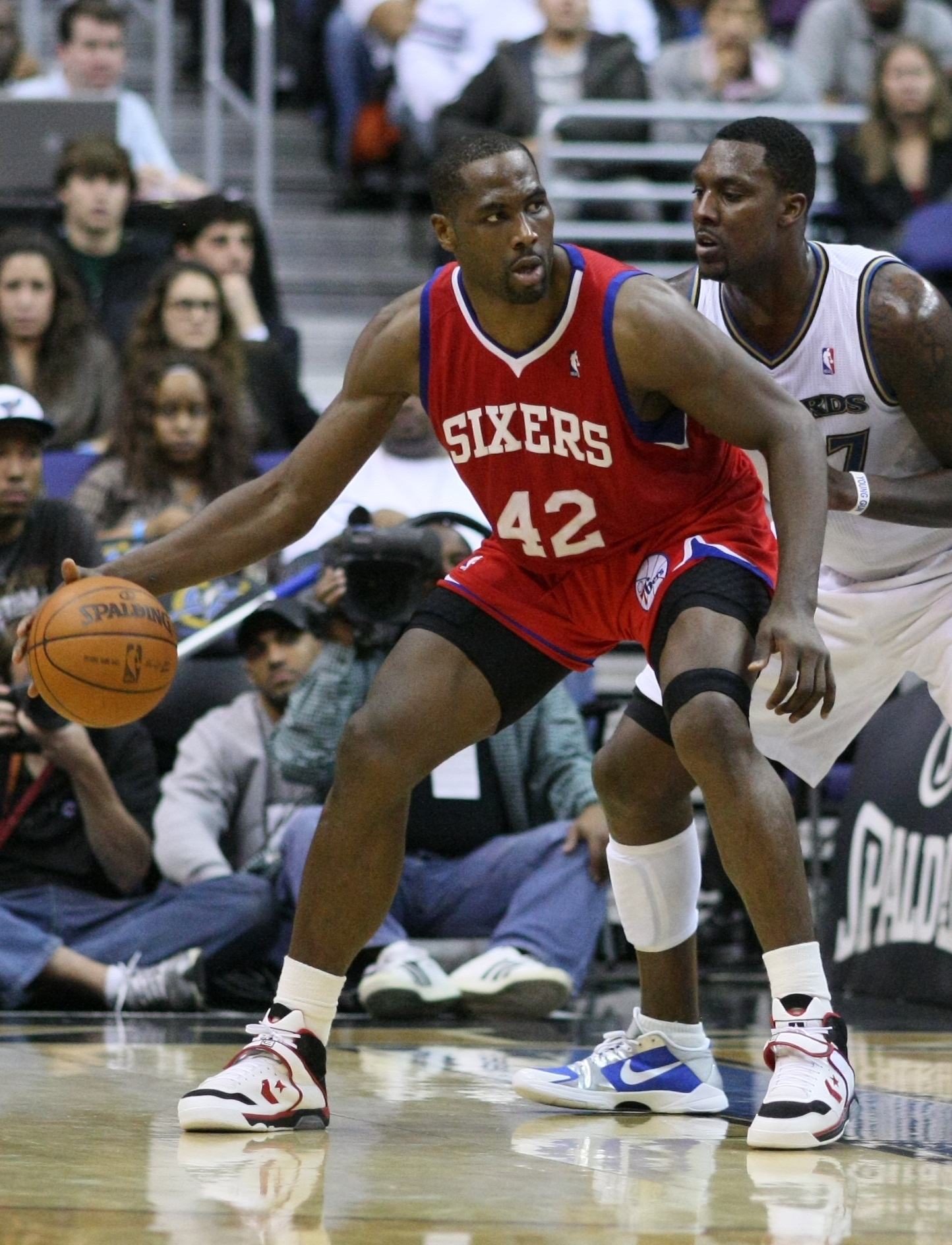
Елтон Бренд, 1-й пік

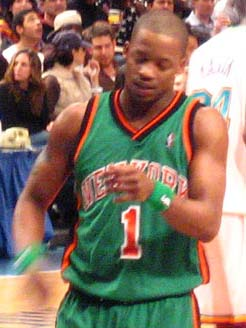
Стів Френсіс, 2-й пік

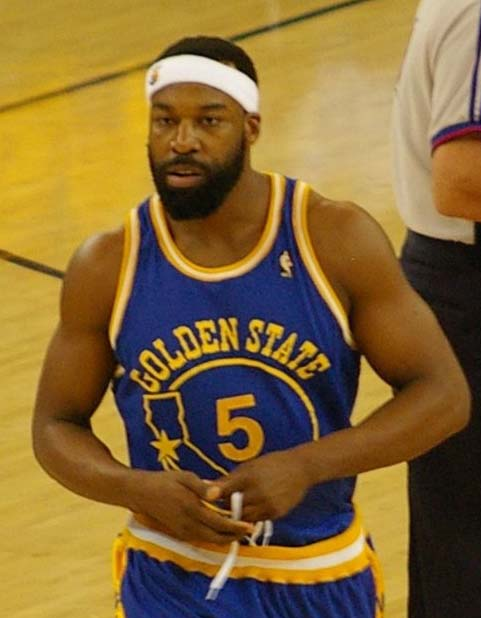
Барон Девіс, 3-й пік

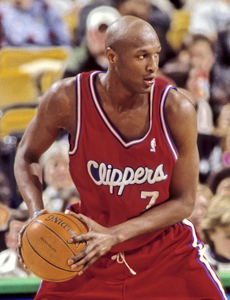
Ламар Одом, 4-й пік

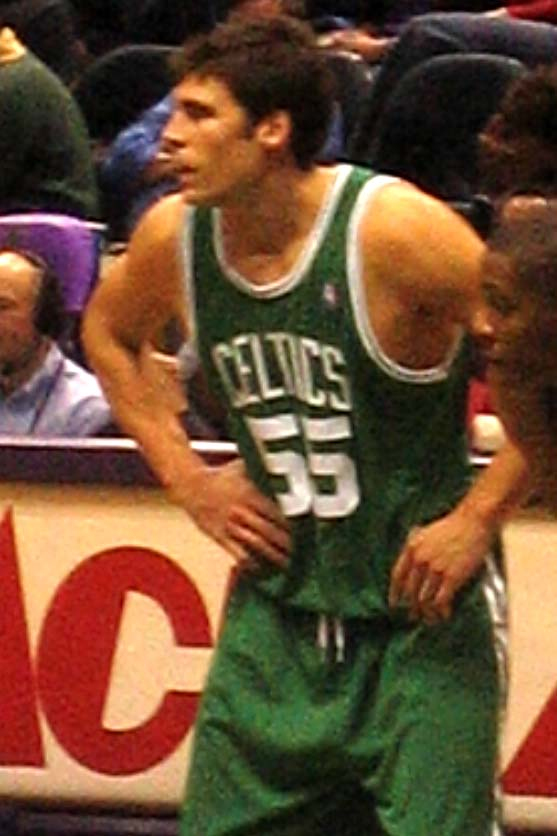
Воллі Щербяк, 6-й пік

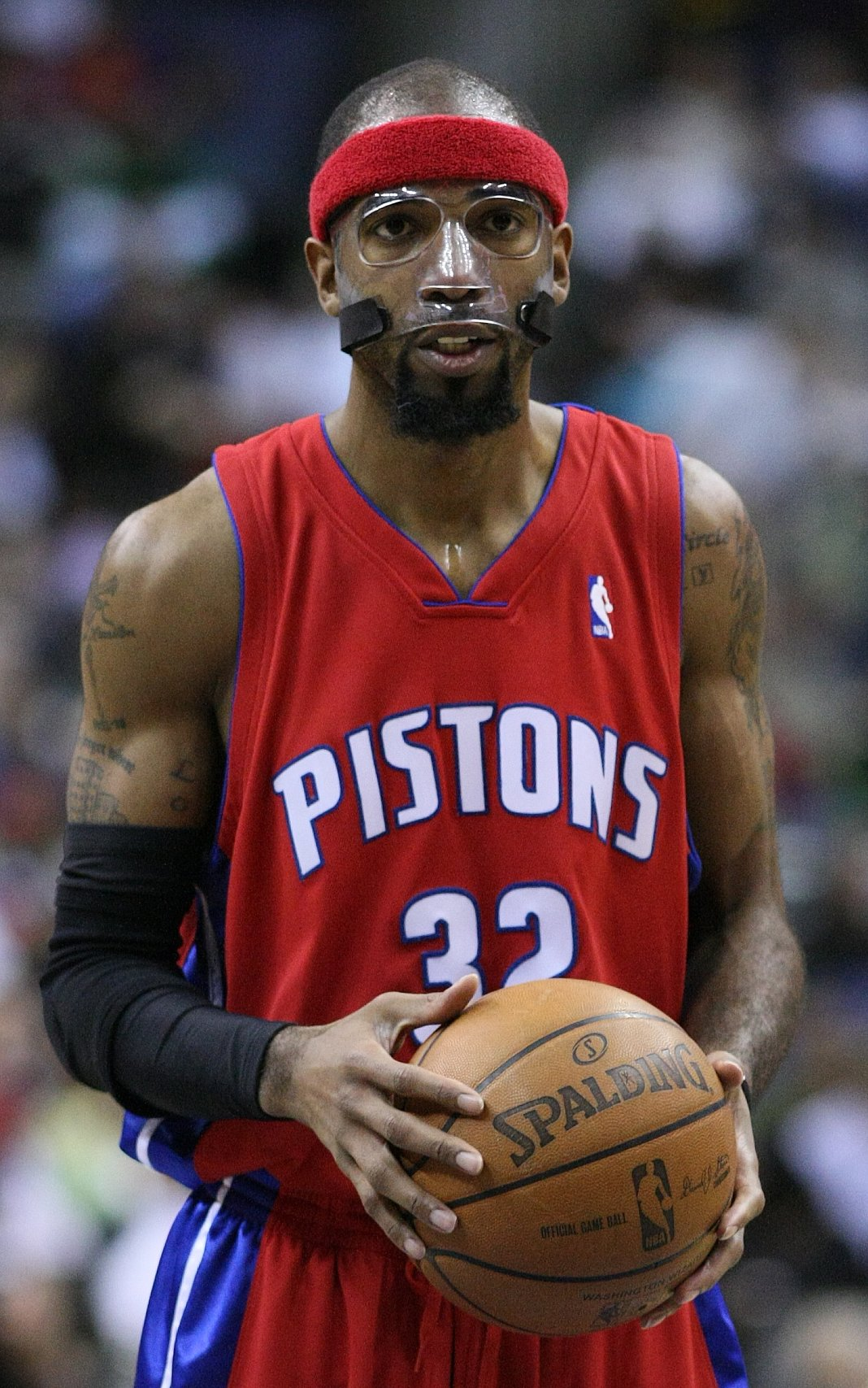
Річард Гамільтон, 7-й пік

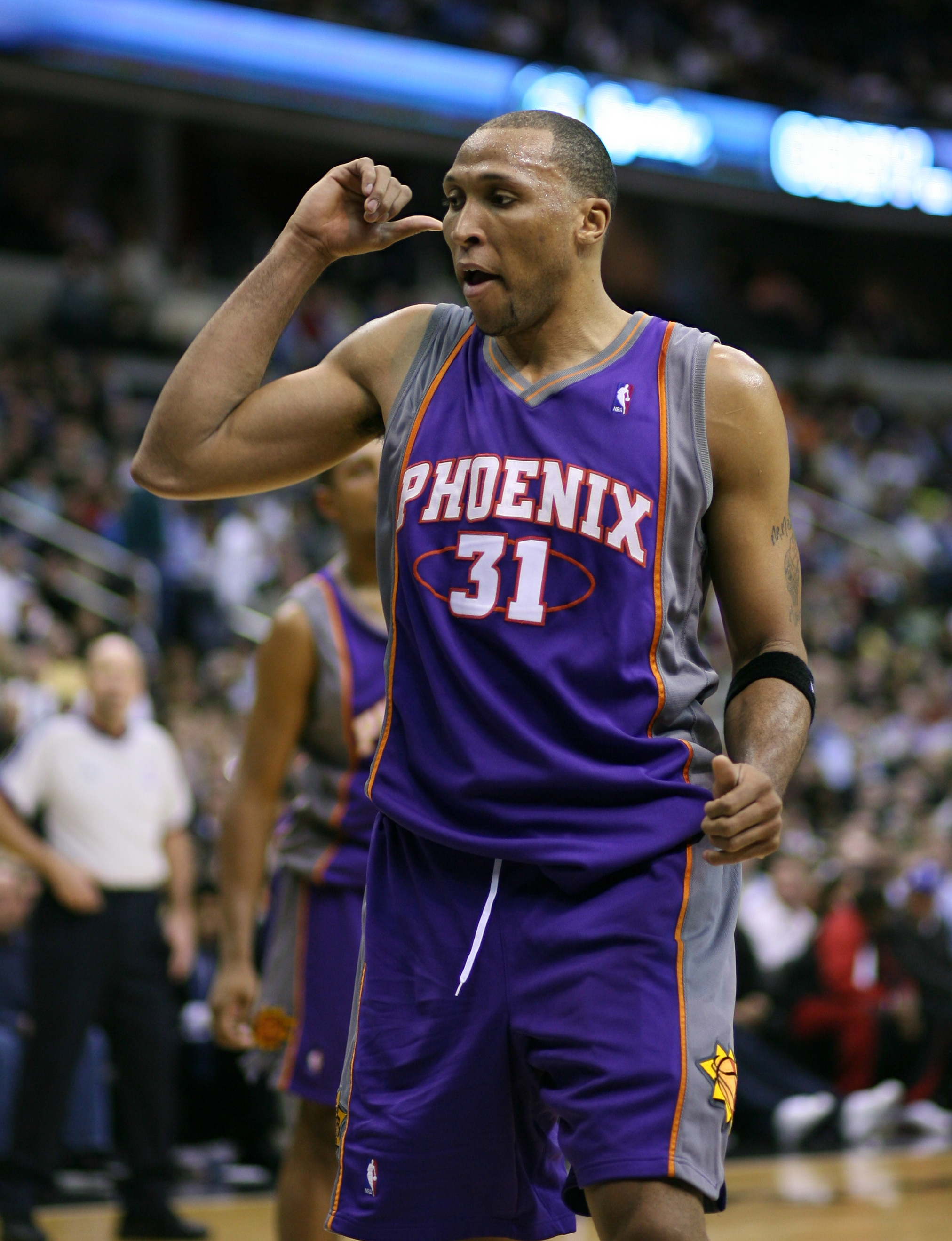
Шон Меріон, 9-й пік

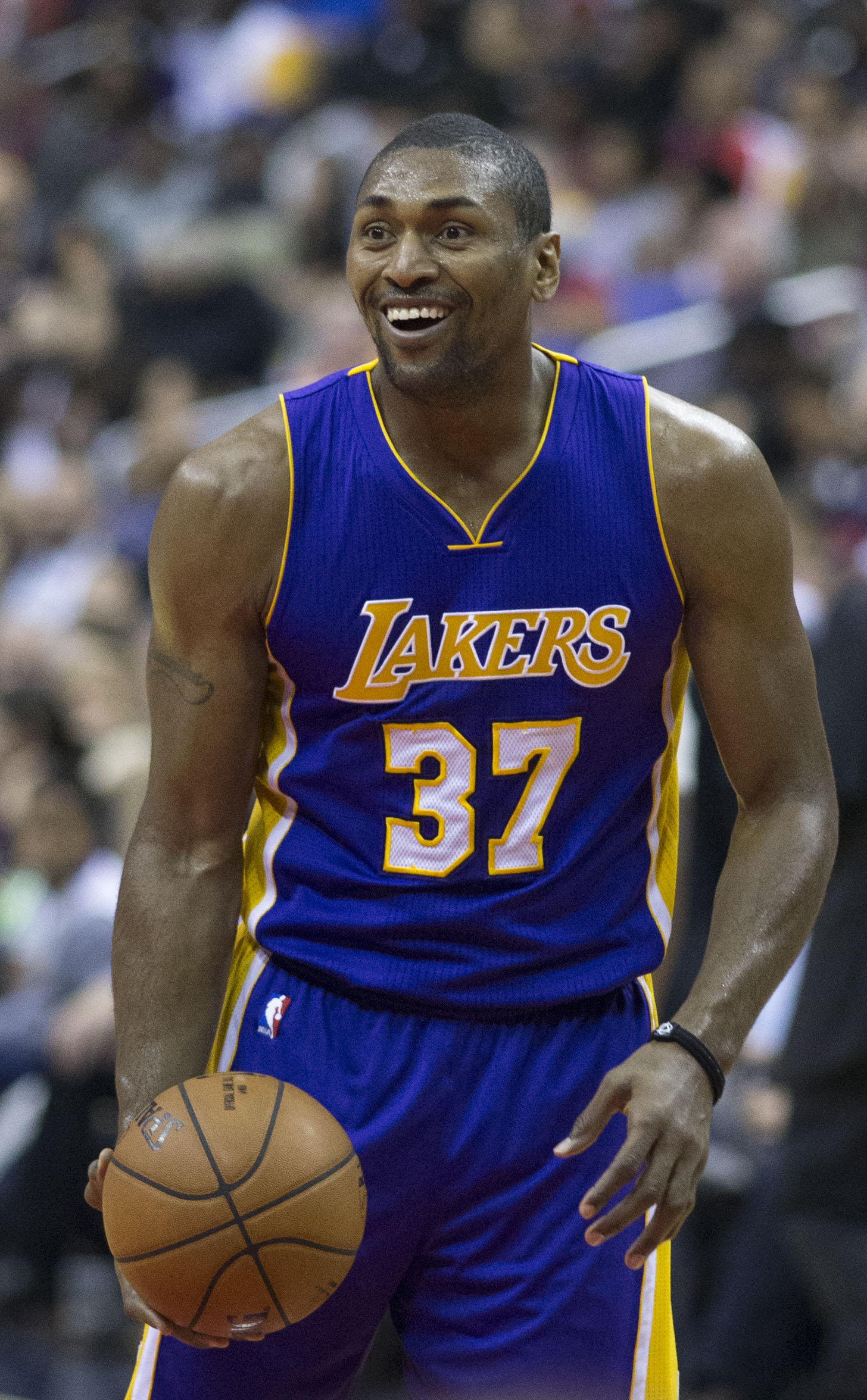
Метта Ворлд Піс, 16-й пік

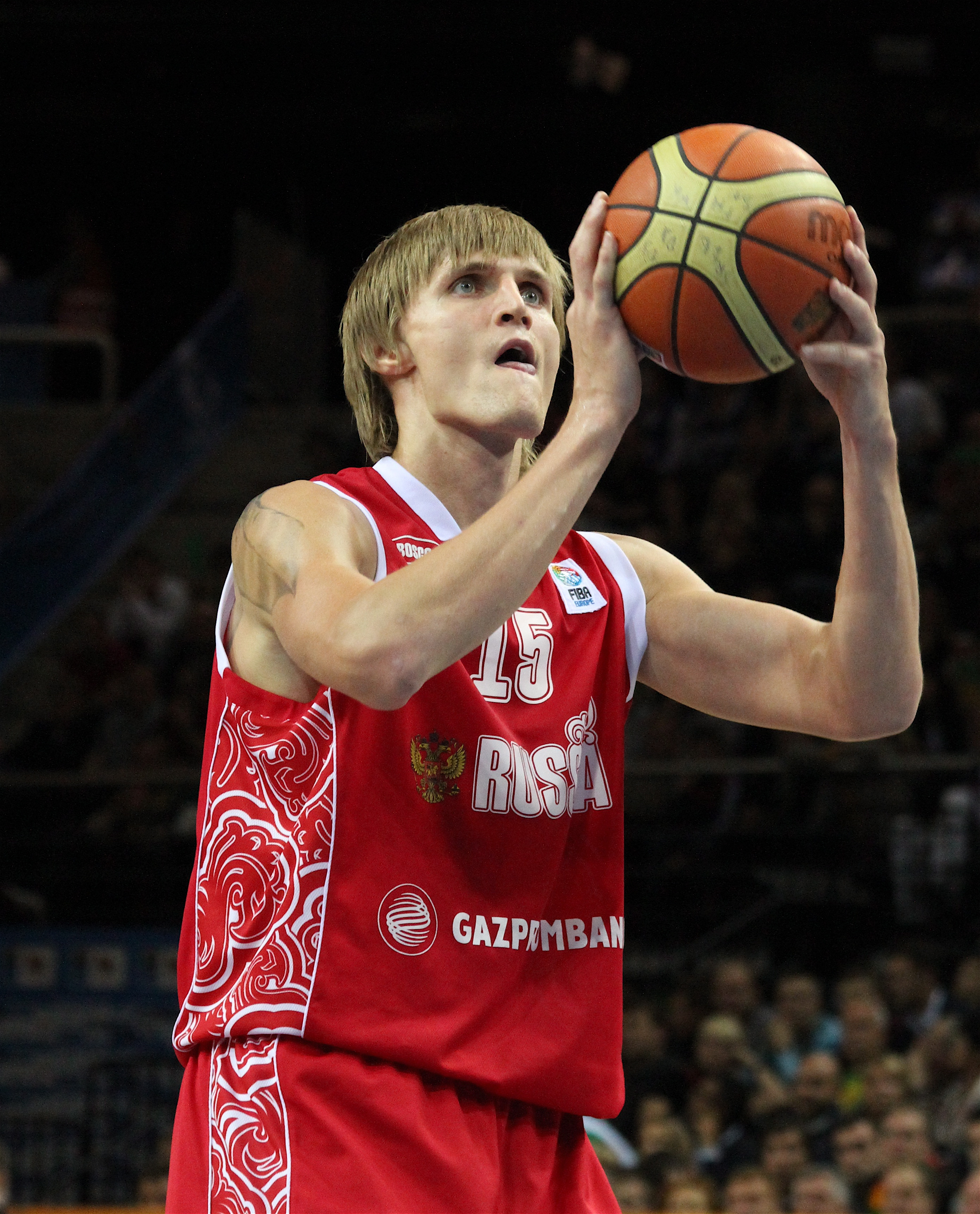
Андрій Кириленко, 24-й пік, не грав у НБА перших два сезони (1999–2001) після драфту

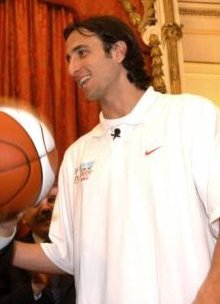
Ману Жинобілі, 57-й пік також не грав у НБА перших три сезони (1999–2002) після драфту

| РЗ | Розігруючий захисник | АЗ | Атакувальний захисник | ЛФ | Легкий форвард | ВФ | Важкий форвард | C | Центровий |

| * | Позначає гравців, які взяли участь принаймні в одній грі матчу всіх зірок НБА і потрапили до Збірної всіх зірок НБА |
| + | Позначає гравців, які взяли участь принаймні в одній грі матчу всіх зірок НБА                                       |
| x | Позначає гравців, які принаймні один раз потрапили до Збірної всіх зірок НБА                                        |
| # | Позначає гравців, які жодного разу не грали в регулярному сезоні НБА або плей-оф                                    |

| Раунд | Вибір | Гравець             | Позиція | Громадянство                | NBA Team                                                           | Школа/Клуб                                       |
| ----- | ----- | ------------------- | ------- | --------------------------- | ------------------------------------------------------------------ | ------------------------------------------------ |
| 1     | 1     | Елтон Бренд*        | ВФ      | США                         | Чикаго Буллз                                                       | Дьюк (Соф.)                                      |
| 1     | 2     | Стів Френсіс+       | G       | США                         | Ванкувер Ґріззліс (проданий у Х'юстон)                             | Меріленд (Дж.)                                   |
| 1     | 3     | Барон Девіс*        | РЗ      | США                         | Шарлотт Горнетс                                                    | УКЛА (Соф.)                                      |
| 1     | 4     | Ламар Одом          | F       | США                         | Лос-Анджелес Кліпперс                                              | Род Айленд (Фр.)                                 |
| 1     | 5     | Джонатан Бендер     | F       | США                         | Торонто Репторз (від Денвер, проданий у Індіана for Antonio Davis) | СШ Пікаюн Меморіел (Пікаюн (Міссісіпі)) (СШ Ср.) |
| 1     | 6     | Воллі Щербяк+       | ЛФ      | США                         | Міннесота Тімбервулвз (від Нью-Джерсі)                             | Маямі (Ср.)                                      |
| 1     | 7     | Річард Гамільтон+   | АЗ      | США                         | Вашингтон Візардс                                                  | Коннектикут (Дж.)                                |
| 1     | 8     | Андре Міллер        | РЗ      | США                         | Клівленд Кавальєрс (від Бостон)                                    | Юта (Ср.)                                        |
| 1     | 9     | Шон Меріон*         | F       | США                         | Фінікс Санз (від Даллас)                                           | УНВЛ (Дж.)                                       |
| 1     | 10    | Джейсон Террі       | G       | США                         | Атланта Гокс (від Голден-Стейт)                                    | Аризона (Ср.)                                    |
| 1     | 11    | Трейджен Ленгдон    | АЗ      | США                         | Клівленд Кавальєрс                                                 | Дьюк (Ср.)                                       |
| 1     | 12    | Александар Радоєвич | C       | Союзна Республіка Югославія | Торонто Репторз                                                    | СК округу Бартон (Соф.)                          |
| 1     | 13    | Корі Меггетті       | АЗ/SF   | США                         | Сіетл Суперсонікс (проданий у Орландо)                             | Дьюк ([[Фрешмен\|Фр.])                           |
| 1     | 14    | Віляьм Ейвері       | РЗ      | США                         | Міннесота Тімбервулвз                                              | Дьюк (Соф.)                                      |
| 1     | 15    | Фредерік Вейс#      | C       | Франція                     | Нью-Йорк Нікс                                                      | Лімож (Франція)                                  |
| 1     | 16    | Рон Артест*         | ЛФ      | США                         | Чикаго Буллз (від Фінікс)                                          | Сент Джонс (Соф.)                                |
| 1     | 17    | Кал Баудлер         | ВФ      | Ірландія                    | Атланта Гокс (від Сакраменто)                                      | Олд Домініон (Ср.)                               |
| 1     | 18    | Джеймс Поузі        | АЗ/SF   | США                         | Денвер Наггетс (від Мілвокі через Фінікс)                          | Зав'єр (Дж.)                                     |
| 1     | 19    | Квінсі Льюіс        | ЛФ      | США                         | Юта Джаз (від Філадельфія)                                         | Міннесота (Ср.)                                  |
| 1     | 20    | Діон Гловер         | АЗ      | США                         | Атланта Гокс (від Детройт)                                         | Джорджия Тек (Соф.)                              |
| 1     | 21    | Джефф Фостер        | ВФ      | США                         | Голден-Стейт Ворріорс (від Атланта; проданий у Індіана)            | Техас Стейт (Ср.)                                |
| 1     | 22    | Кенні Томас         | ВФ      | США                         | Х'юстон Рокетс                                                     | Нью-Мексико (Ср.)                                |
| 1     | 23    | Девін Джордж        | ЛФ      | США                         | Лос-Анджелес Лейкерс                                               | Аугсбург (Ср.)                                   |
| 1     | 24    | Андрій Кириленко+   | ЛФ      | Росія                       | Юта Джаз (від Орландо)                                             | ЦСКА Москва (Росія)                              |
| 1     | 25    | Тім Джеймс          | ЛФ      | США                         | Маямі Гіт                                                          | Маямі (Ср.)                                      |
| 1     | 26    | Вонтіго Каммінгс    | РЗ      | США                         | Індіана Пейсерз (проданий у Голден-Стейт)                          | Піттсбург (Ср.)                                  |
| 1     | 27    | Джумен Джоунс       | ЛФ      | США                         | Атланта Гокс (від Портленд через Детройт; проданий у Філадельфія)  | Джорджия (Соф.)                                  |
| 1     | 28    | Скотт Паджетт       | ВФ      | США                         | Юта Джаз                                                           | Кентуккі (Ср.)                                   |
| 1     | 29    | Ліон Сміт           | ВФ      | США                         | Сан-Антоніо Сперс (проданий у Даллас)                              | ПСШ Кінг Коледж (Chicago) (СШ Ср.)               |
| 2     | 30    | Джон Селестенд      | РЗ      | США                         | Лос-Анджелес Лейкерс (від Ванкувер Ґріззліс)                       | Вілланова (Ср.)                                  |
| 2     | 31    | Ріко Гілл#          | F       | США                         | Лос-Анджелес Кліпперс                                              | Іллінойс Стейт (Дж.)                             |
| 2     | 32    | Майкл Раффін        | ВФ      | США                         | Чикаго Буллз                                                       | Талса (Ср.)                                      |
| 2     | 33    | Кріс Геррен         | G       | США                         | Денвер Наггетс                                                     | Фресно Стейт (Ср.)                               |
| 2     | 34    | Еван Ескмаєр        | C       | США                         | Нью-Дже́рсі Нетс                                                    | Нортвестерн (Ср.)                                |
| 2     | 35    | Калвін Бут          | C       | США                         | Вашингтон Візардс                                                  | Пенн Стейт (Ср.)                                 |
| 2     | 36    | Ван Чжічжі          | C       | КНР                         | Даллас Маверікс                                                    | Bayi Rockets (Китай)                             |
| 2     | 37    | Обінна Екезі        | C       | Нігерія                     | Ванкувер Ґріззліс (від Бостон)                                     | Меріленд (Ср.)                                   |
| 2     | 38    | Ларон Профіт        | АЗ/SF   | США                         | Орландо Меджик (від Голден-Стейт)                                  | Меріленд (Ср.)                                   |
| 2     | 39    | Ей Джей Брамлетт    | C       | США                         | Клівленд Кавальєрс                                                 | Аризона (Ср.)                                    |
| 2     | 40    | Гордан Гірічек      | G/F     | Хорватія                    | Даллас Маверікс (проданий у Сан-Антоніо)                           | ЦСКА Москва (Росія)                              |
| 2     | 41    | Франсиско Елсон     | C       | Нідерланди                  | Денвер Наггетс                                                     | Каліфорнія (Ср.)                                 |
| 2     | 42    | Луіс Буллок#        | G       | США                         | Міннесота Тімбервулвз (проданий у Орландо)                         | Мічиган (Ср.)                                    |
| 2     | 43    | Лі Нейлон           | ЛФ      | США                         | Шарлотт Горнетс                                                    | ТКЮ (Ср.)                                        |
| 2     | 44    | Тайрон Вашингтон#   | C       | США                         | Х'юстон Рокетс (від Фінікс)                                        | Міссісіпі Стейт (Ср.)                            |
| 2     | 45    | Раян Робертсон      | G       | США                         | Сакраменто Кінґс                                                   | Канзас (Ср.)                                     |
| 2     | 46    | Джей Ар Кок#        | F       | США                         | Нью-Йорк Нікс                                                      | Айова (Ср.)                                      |
| 2     | 47    | Тодд Маккаллок      | C       | Канада                      | Філадельфія Севенті-Сіксерс                                        | Вашингтон (Ср.)                                  |
| 2     | 48    | Гейлен Янг#         | G       | США                         | Мілвокі Бакс                                                       | Шарлотт (Ср.)                                    |
| 2     | 49    | Ларі Кетнер         | C       | США                         | Чикаго Буллз (від Детройт через Атланта)                           | УМасс (Ср.)                                      |
| 2     | 50    | Венсон Гамільтон#   | C       | США                         | Х'юстон Рокетс                                                     | Небраска (Ср.)                                   |
| 2     | 51    | Антвейн Сміт#       | F       | США                         | Ванкувер Ґріззліс (від ЛА Лейкерс)                                 | Святого Павла (Ср.)                              |
| 2     | 52    | Роберто Бергерсен#  | G       | США                         | Атланта Гокс                                                       | Бойсі Стейт (Ср.)                                |
| 2     | 53    | Родні Буфорд        | АЗ      | США                         | Маямі Гіт                                                          | Крейгтон (Ср.)                                   |
| 2     | 54    | Мелвін Леветт#      | АЗ      | США                         | Детройт Пістонс (від Індіана)                                      | Цинциннаті (Ср.)                                 |
| 2     | 55    | Кріс Клак#          | G       | США                         | Бостон Селтікс (від Орландо через Денвер)                          | Техас (Ср.)                                      |
| 2     | 56    | Тім Янг             | C       | США                         | Голден-Стейт Ворріорс (від Портленд)                               | Стенфорд (Ср.)                                   |
| 2     | 57    | Ману Жинобілі*      | АЗ      | Аргентина                   | Сан-Антоніо Сперс                                                  | Віола Реджо-Калабрія (Italy 2nd)                 |
| 2     | 58    | Едді Лукас#         | G       | США                         | Юта Джаз                                                           | Вірджинія Тек (Ср.)                              |

1. ↑  Громадянство означає національну збірну гравця, або яку країну він представляє. Якщо гравець не грав на міжнародному рівні, тоді цей пункт означає за збірну якої країни він може грати за правилами FIBA.

## Помітні гравці, яких не задрафтовано
Цих гравців не вибрала жодна команда на драфті 1999, але вони зіграли в НБА принаймні одну гру. Теодорос Папалукас не грав у НБА, але прославився в Євролізі виступами за Олімпіакос і ЦСКА Москва.
| Гравець            | Позиція | Громадянство                    | Коледж/Клуб                  |
| ------------------ | ------- | ------------------------------- | ---------------------------- |
| Кріс Андерсен      | C/PF    | США                             | Blinn (So.)                  |
| Майкл Батіст       | ВФ/C    | США                             | Лонг-Біч Стейт (Sr.)         |
| Раджа Белл         | АЗ      | Американські Віргінські Острови | ФІЮ (Sr.)                    |
| Джермейн Джексон   | АЗ      | США                             | Детройт (Sr.)                |
| Джейсон Міскірі    | РЗ      | Гаяна                           | Джордж Мейсон (So.)          |
| Менге Батир        | C       | КНР                             | Бейцзін Дакс (Китай)         |
| Мілт Паласіо       | АЗ      | Беліз                           | Колорадо Стейт (Sr.)         |
| Енді Панко         | ВФ      | США                             | Лебанон Веллі (Sr.)          |
| Теодорос Папалукас | РЗ      | Греція                          | Дафніс Афіни (Греція)        |
| Пабло Пріджионі    | РЗ      | Аргентина                       | Обрас Санітаріас (Аргентина) |
| Едді Робінсон      | АЗ/SF   | США                             | Сентрал Оклахома (Sr.)       |
| Вейн Тернер        | РЗ      | США                             | Кентуккі (Sr.)               |